# Guillaume de Villaret
Guillaume de Villaret, anche Guilhem del Vilaret (Allenc, ... – Limassol, 1305), è stato un cavaliere medievale francese che fu Gran Maestro dell'ordine degli Ospitalieri di San Giovanni di Gerusalemme dal 1296 fino alla sua morte.
Gli succedette il nipote, Foulques de Villaret, la cui carriera fu una delle migliori nell'ordine.

## Biografia
Nominato da papa Gregorio X, fu il primo rettore del Contado Venassino (1274 – 1284 o 1287).
Prima di raggiungere la posizione di Gran Maestro, era stato Priore a Saint-Gilles. Egli trascorse i primi anni del suo comando nel riformare proprio i turni dei priori dell'ordine (in Francia propriamente, nell'Alvernia e in Provenza).
De Villaret ottenne diversi privilegi per questa sua carica per ordine del Papa e di molti nobili europei. Egli inoltre si preoccupò della riorganizzazione dell'Ordine e promulgò una serie di statuti tra il 1300 e il 1304, tra i quali spiccava la definizione dello status di Ammiraglio, un nuovo gran dignitario dell'ordine che venne creato nel 1299.

## I combattimenti in Terrasanta
Nel 1300, in risposta alle numerose dimostranze dei cavalieri dell'ordine, egli si presentò a Cipro dove prese residenza stabile. Sotto di lui l'Ordine partecipò, assieme ai Templari ed ai Teutoni, alle operazioni per lanciare attacchi costieri contro gli egiziani sulle coste palestinesi e siriane, nel 1300. 
Nel 1306 occupò l'isola di Kastellorizo che venne utilizzata da de Villaret e dai suoi Cavalieri di San Giovanni di Gerusalemme come luogo di esilio e di punizione per i non desiderati. Non capendo il nome dell'isola, lo mutarono in Castello Rosso o Castelrosso.
I ciprioti, al comando di Enrico II di Gerusalemme, stabilirono una base sull'isola di Arwad, nel tentativo di assediare e riottenere la città costiera di Tortosa. Vi furono diversi tentativi di alleanza con l'Impero Mongolo ma le truppe promesse dai mongoli non giunsero per tempo e gli Ospitalieri si ritirarono da Ruad, e l'isola tornò ai mamelucchi egiziani l'anno successivo.